# Dalbergia riparia
Dalbergia riparia là một loài thực vật có hoa trong họ Đậu. Loài này được (Mart.) Benth. miêu tả khoa học đầu tiên.